# Armand Joseph Dubernad
 (mars 2012).
Si vous disposez d'ouvrages ou d'articles de référence ou si vous connaissez des sites web de qualité traitant du thème abordé ici, merci de compléter l'article en donnant les références utiles à sa vérifiabilité et en les liant à la section « Notes et références ».
 (mars 2012).
- Si vous ne connaissez pas le sujet, laissez ce bandeau (vous pouvez alors contacter les auteurs).
- Si vous supprimez le contenu mis en cause (vous pouvez préalablement contacter les auteurs),

argumentez précisément cette suppression dans la page de discussion
(un manque de référence n'est pas un argument ; une recherche réelle de référence doit avoir été effectuée, être formellement documentée).
Armand Joseph Dubernad, né le 23 novembre 1741 à Bayonne et mort le 9 mai 1799 à Morlaix, est un négociant, armateur et homme politique français.

## Biographie

### Enfance et formation
Armand Joseph est le fils de Bernard Dubernad, bourgeois et marchand, et de sa femme Magdelaine Fourcade. Notamment par sa mère, il a des parents en Espagne, où ils sont négociants avec l'outre-mer, armateurs, banquiers ou diplomates (Cabarrus, Lesseps).
Armand Joseph Dubernad fait des études au collège catholique de Bayonne. Il part très jeune en Andalousie. Il établit des sociétés de commerce entre Morlaix et l'Espagne, notamment Séville. Il contribue ainsi à un certain renouveau de la ville de Morlaix. En 1776-1777, il s'installe à Cadix, port finalement favorisé par le décret de commerce libre, du 12 octobre 1778, supprimant le monopole de Cadix et Séville sur le commerce avec les colonies. 

### Carrière
En 1773, son cousin François Cabarrus fait nommer les frères Dubernad comme commissionnaires pour percevoir les fonds de l’emprunt du canal de Murcie. Les deux frères prêtent une partie des douze millions de livres nécessaires au roi d’Espagne. Cette participation au développement économique du pays leur fait croire, à tort, qu’ils vont être traités comme les financiers espagnols.
Son frère, Salvat (ou Sauveur) Dubernad, est consul du grand-duché de Toscane. Il se marie avec la sœur de la femme d’Armand Joseph Dubernad et ce dernier devient consul général du Saint-Empire romain germanique.
Armand Dubernad est actionnaire de la première maison de commerce à Séville, connue sous la raison sociale Pratmeur-Dubernad et Cie. Cette société est dirigée par son frère et ses beaux-frères, les Lannux. En 1777, les activités de Dubernad à Cadix ne font que démarrer. En ce qui concerne ses maisons de commerce, il multiplie les échanges avec l’Amérique du Sud. Ils développent aussi leurs échanges avec les Indes orientales, la Chine, les Philippines. Mais, les affaires des Dubernad et Lannux ne se limitent pas au négoce avec l’outre-mer.
À la création de la Banque nationale de San Carlos, le 2 juin 1782, sur l'initiative de François Cabarrus, les Dubernad achètent de grosses quantités d’actions. Lannux père et fils et Dubernad sera la maison autorisée à recevoir les souscriptions à Séville.
Les frères Dubernad et Lannux, et leurs associés, les Jauréguiberry, créent la Compagnie d'assurances de Cadix. Ils sont des précurseurs[réf. nécessaire], mais leurs affaires qui les mènent désormais en Chine les y obligent[pourquoi ?]. Ils assurent les risques des bâtiments partant pour la Chine et assurent plusieurs bâtiments qui quittent Lorient ou Marseille et vont soit aux Indes, soit en Chine, ou bien encore ceux qui se rendent en Afrique. Les Dubernad et les Lannux ne font pas la traite des noirs[réf. nécessaire] refusent d’assurer les bâtiments négriers, laissant ces activités à des concurrents comme Mercy et Lacaze.
Armand Joseph Dubernad va continuer à faire des affaires en Espagne, mais contrairement à son cousin François Cabarrus qui devient ministre, il ne vit plus dans ce pays en permanence, et il ne s’est pas marié avec une Espagnole. Il revient à Morlaix.
Armand Joseph Dubernad en revenant d’Andalousie occupe des fonctions importantes dans la principale loge maçonnique de Morlaix, l’École des Mœurs et sera plusieurs fois cité par Augustin Cochin, dans son étude sur Les Sociétés de pensée et la révolution en Bretagne, et par la suite par Henri Stofft et Jean Ségalen. Il est l'un des officiers de cette loge, son orateur.
Armand Joseph Dubernad est l'un des négociants et armateurs les plus influents de la région de Morlaix de 1776 à 1791. Il est premier consul en 1783, puis prieur de la juridiction consulaire de Morlaix en 1785. Il devient président du comité du commerce de Morlaix.
Du 18 août au 25 septembre 1785, messieurs Dubernad, Beau, Varennes, et Le Loup sont désignés par la communauté de Morlaix, pour concourir à la charge de maire, après délibérations. Dubernad devient maire de la ville de Morlaix en 1786. En 1788, Armand Joseph Dubernad est le lieutenant du maire, Michel Behic.
Dubernad devient l’un des membres actifs du Club breton. Il est nommé, par l’assemblée des délégués, électeur du second degré et est chargé avec onze autres électeurs d’aller porter le cahier de doléances à l’assemblée de la sénéchaussée, où va avoir lieu le vote pour les députés aux États généraux de 1789.

#### Révolution française
Pour dénoncer la mauvaise gestion de la ville et les traîtres, dès 1790, il est le cofondateur de La Société populaire de Morlaix. Cette Société des Amis de la Constitution locale est l’une des premières de Bretagne. Elle s'affilie à la Société mère de Paris, déjà connue sous le nom de Club des Jacobins. Dubernad en est souvent le président. 
Il acquiert une partie de la manufacture des tabacs de Morlaix en 1791,.
En octobre 1793, le Léon se soulève de nouveau et menace Morlaix. Dubernad est une cible pour les Chouans en tant que notable républicain et négociants en produits agricoles.
En 1793, Dubernad tente de faire de Morlaix un port corsaire. Il achète des vaisseaux capturés, mais ses résultats sont bien modestes. Les corsaires des Dubernad finissent par tomber les uns après les autres aux mains de l’ennemi. La liquidation du Trois Amis ne sera achevée qu'en 1820.
Armand Joseph Dubernad est très riche au début de la Révolution[réf. nécessaire], mais les affaires en Espagne et avec l’outre-mer deviennent difficiles vers l’an II. Profitant de ses relations avec Henri Jacques Goüin-Moisant (dont le frère épousa sa fille), Dubernad investit dans l'achat, en 1794, du château de La Bourdaisière à Montlouis-sur-Loire, pour la somme de 180 000 livres, auxquels s'ajoutent 110 000 livres pour le parc du domaine. 

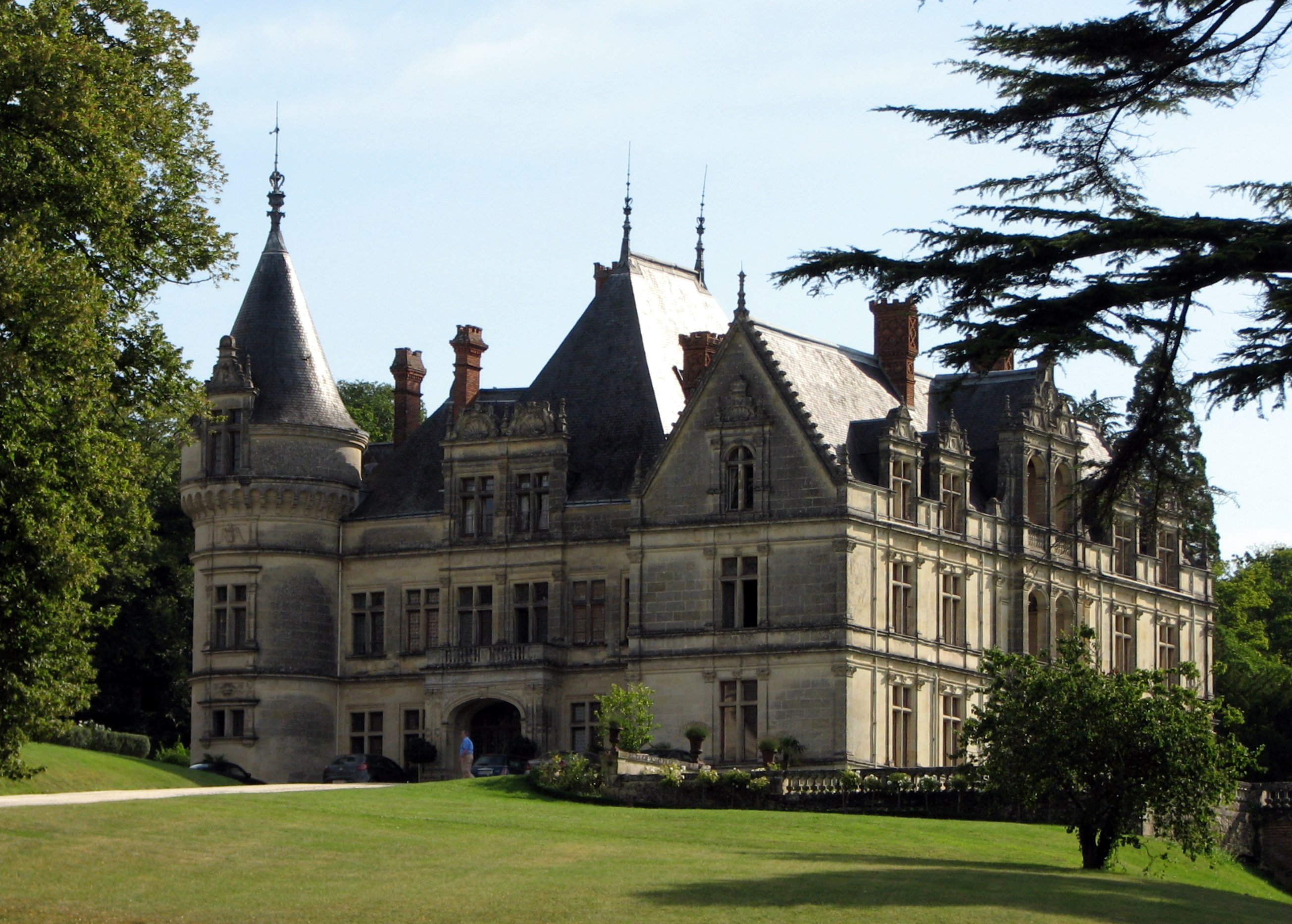
Le château de La Bourdaisière.

Après le 9 thermidor, dans la nuit du 14 au 15 vendémiaire an IV, une affiche est placardée à Morlaix, le dénonçant comme « aristocrate, royaliste et banquier de Charette. » Elle est signée par le frère du général Moreau et par d’autres anciens prisonniers à peine sortis des geôles révolutionnaires. Cette affiche n’a aucune conséquence.
Armand Joseph Dubernad meurt le 9 mai 1799 à Morlaix, dans sa maison. Il n'est âgé que de 57 ans. Il est presque ruiné du fait du blocus britannique.

### Famille et descendance
Armand Joseph Dubernad épouse Magdeleine Lannux de La Chaume (1759-1820), en 1776, fille du maire Jean Lannux de La Chaume (726-1801), négociant et banquier, et de Marie-Catherine Saulnier de Cugnon. Ils ont quatre enfants :
- Armand Dubernad (1784-1844), négociant, banquier et armateur, auteur d'un Traité des principes d'indemnités en matière d'assurances maritimes, marié à la fille de Michel Behic, d'où Henry Dubernad, capitaine de vaisseau et commandeur de la Légion d'honneur[17] ;
- Madeleine-Henriette (1778-1804), se marie avec le négociant Augustin-Raymond Goüin (fils d'Henri Pierre Goüin) ;
- Jeanne Élisabeth Dubernad (1783-1829), se marie avec François Gaudelet d'Armenonville.